# Cantó de Lo Chailar

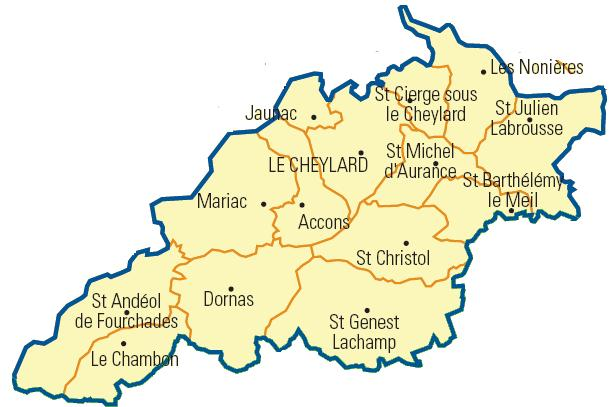
Comunes del cantó

El cantó de Lo Chailar és un cantó francès del departament de l'Ardecha, situat al districte de Tornon. Té 14 municipis i el cap és Lo Chailar.

## Municipis
- Accons
- Le Chambon
- Lo Chailar
- Dórna
- Jaunac
- Mariac
- Nonières
- Sant Andiòu de Forchadas
- Saint-Barthélemy-le-Meil
- Saint-Christol
- Saint-Cierge-sous-le-Cheylard
- Saint-Genest-Lachamp
- Saint-Julien-Labrousse
- Saint-Michel-d'Aurance

## Història
| Data d'elecció                           | Identitat      | Partit                                 | Qualitat |
| ---------------------------------------- | -------------- | -------------------------------------- | -------- |
| 1955-1961                                | M. Terras      | Divers droite                          |          |
| 1961-1992                                | Clovis Charre  | MRP, després CD, després Divers droite |          |
| 1992-                                    | Jacques Chabal | RPR, després UMP                       |          |
| les dades anteriors no són pas conegudes |                |                                        |          |
|                                          |                |                                        |          |

| 1962  | 1968  | 1975  | 1982  | 1990  | 1999  | 2007  |
| ----- | ----- | ----- | ----- | ----- | ----- | ----- |
| 6.824 | 7.700 | 7.478 | 7.340 | 6.871 | 6.531 | 6.369 |